# Bob Ferguson

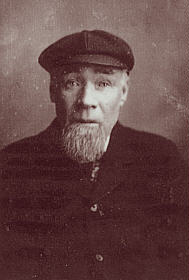

Robert Ferguson (Musselburgh, 1848 - 1915) was een golfprofessional uit Schotland.
Ferguson groeide op in Musselburgh, East Lothian en werd caddie op de Musselburgh Links toen hij acht jaar was. Musselburgh was een van de drie banen waar in die tijd The Open Championship gespeeld werd.
Aan het einde van de jaren 60 versloeg Ferguson Old Tom Morris zesmaal met matchplay en won hij driemaal achter elkaar The Open Championship. Hij verdiende daar £7,- per keer mee naast de 'Gold medal'. Een jaar later verloor hij de play-off van Willie Ferrie.
Toen Ferguson buiktyfus kreeg kon hij geen toernooien meer spelen. Hij eindigde zijn carrière daardoor als greenkeeper en caddie op Musselburgh.

## Gewonnen
- 1880: Brits Open op Musselburgh Links, met 81-81 = 162, 5 slagen voorsprong op Peter Paxton
- 1881: Brits Open op Prestwick Golf Club met 53-60-57 = 170, 3 slagen voorsprong op Jamie Anderson
- 1882: Brits Open op St Andrews Links, Old Course, met 83-88 = 171, 3 slagen voorsprong op Willie Ferrie